# Международный союз конькобежцев
Международный союз конькобежцев (ИСУ, от англ. International Skating Union, ISU) — международная федерация, управляющая коньковыми видами спорта: фигурное катание, конькобежный спорт и шорт-трек.
Организован в Схевенингене (Нидерланды) в 1892 году. Является одной из старейших международных спортивных федераций. Цель создания — установить единые правила и нормативы для коньковых видов спорта, и организовывать проведение международных соревнований. В 1895 ISU решил сосредоточиться только на любительских соревнованиях. Первый чемпионат под эгидой ISU прошёл в феврале 1896 года в Санкт-Петербурге.
Штаб-квартира находится в Лозанне, Швейцария.

## Международные соревнования
Чемпионаты, проводимые ISU:
- Конькобежный спорт:
  - Чемпионат мира по конькобежному спорту в классическом многоборье;
  - Чемпионат мира по конькобежному спорту на отдельных дистанциях (не проводится в год проведения Зимних Олимпийских игр);
  - Чемпионат мира по конькобежному спорту в спринтерском многоборье;
  - Чемпионат мира по конькобежному спорту среди юниоров;
  - Чемпионат мира по шорт-треку;
  - Чемпионат мира по шорт-треку среди команд;
  - Чемпионат мира по шорт-треку для юниоров;
  - Чемпионат Европы по конькобежному спорту;
  - Чемпионат Европы по шорт-треку;
  - Чемпионат Северной Америки по шорт-треку.
- Фигурное катание:
  - Чемпионат мира по фигурному катанию;
  - Чемпионат мира по фигурному катанию среди юниоров;
  - Чемпионат мира по синхронному катанию на коньках;
  - Чемпионат Европы по фигурному катанию;
  - Чемпионат четырёх континентов по фигурному катанию;
  - Командный чемпионат мира по фигурному катанию[3].

## Организация
По состоянию на лето 2008 года, ISU состоял из 63 государств-членов, из них 11 членов составляли совет управляющих. Чтобы добавить какие-либо предложения к повестке дня заседания, надо иметь поддержку со стороны четырёх-пяти членов. Предложения по повестке дня утверждаются большинством в две трети голосов.
После российского вторжения на Украину в 2022 году ISU запретил всем спортсменам из России и Беларуси участвовать в своих соревнованиях до следующего объявления.

### Президенты ИСУ
- 1882—1894  Пим Мюлир[англ.]
- 1894—1924  Виктор Бальк[англ.]
- 1925—1937  Ульрих Сальхов
- 1937—1945  Геррит ван Лар[фр.]
- 1945—1953  Херберт Кларк[англ.]
- 1953—1967  Джеймс Кох[фр.]
- 1967—1967  Эрнст Лабин[фр.]
- 1967—1980  Жак Фавар
- 1980—1994  Олаф Поульсен[англ.]
- 1994—2016  Оттавио Чинкванта
- 2016—2022  Ян Дайкема
- 2022 — н. в.  Ким Джэёль